# IRS-Lokomotive
IRS-Lokomotiven sind Standard-Dampflokomotiven, die in den 1930er-Jahren von britischen Lokomotivfabriken für die Bahnen in Britisch-Indien gebaut wurden. Die Bezeichnung leitet sich von Indian Railway Standard (IRS) ab.

## Geschichte
Mit dem Ausbau des Eisenbahnnetzes in Britisch-Indien stieg ab den 1880er-Jahren der Bedarf an Lokomotiven. Die traditionellen britischen Hersteller konnten die Nachfrage auf dem indischen Subkontinent nicht mehr decken, sodass nach einer rationelleren Fertigung gesucht wurde. Die British Engineering Standards Association (BESA) stellte 1903 erstmals Standard-Baureihen vor, die bis 1924 zur Baureihenfamilie der BESA-Lokomotiven ergänzt wurde, die sieben Breitspur- und vier Meterspur-Baureihen umfasste. Im Jahre 1924 wurde ein neuer Normenausschuss bestimmt, der die Aufgabe hatte, die BESA-Entwürfe zu überarbeiten und neue leistungsfähigere Lokomotiven zu entwickeln.

## IRS-Baureihen
Die Baureihenbezeichnungen setzte sich aus einem Vorsetzzeichen für die Spurweite und einem weiteren Buchstaben zusammen. Anders als bei den BESA-Lokomotiven hatte der Buchstaben keine selbstredende Bedeutung mehr. Für die Spurweitenbezeichnung wurden die folgenden Präfixe verwendet:
- X für Indische Breitspur
- Y für Meterspur
- Z für 760-mm-Spurweite
- Q für 600-mm-Spurweite

| Baureihe | Beschreibung                                     | Bauart   | Kuppelraddurchmesser | Radsatzfahrmasse | Dienstmasse | Bild |
| -------- | ------------------------------------------------ | -------- | -------------------- | ---------------- | ----------- | ---- |
| XA       | Reisezuglokomotive für Nebenbahnen               | 2’C1’ h2 | 61,5 in (1560 mm)    | 13,3 t           | 111 t       |      |
| XB       | Leichte Reisezuglokomotive                       | 2’C1’ h2 | 74 in (1880 mm)      | 17,3             | 142 t       |      |
| XC       | Schwere Reisezuglokomotive                       | 2’C1’ h2 | 74 in (1880 mm)      | 19,8 t           | 178 t       |      |
| XD       | Leichte Güterzuglokomotive                       | 1’D1’ h2 |                      | 17,3             |             |      |
| XE       | Schwere Güterzuglokomotive                       | 1’D1’ h2 | 61,5 in (1560 mm)    | 22,9 t           | 202 t       |      |
| XF       | Leichte Rangierlokomotive                        | D h2     |                      | 18,3 t           |             |      |
| XG       | Schwere Rangierlokomotive                        | D h2     |                      | 23,4 t           |             |      |
| XH 1)    | Vierzylinder- Güterzuglokomotive                 | 1’D1’ h4 |                      | 28,4 t           |             |      |
| XP       | Versuchslokomotive für Reisezüge                 | 2’C1’ h2 |                      | 18,8 t           |             |      |
| XT       | Leichte Tenderlokomotive                         | B1’ h2t  |                      | 15,2 t           |             |      |
| XS       | Vierzylinder-Reisezuglokomotive (Versuchsbauart) | 2’C1’ h4 | 74 in (1880 mm)      | 21,8 t           | 175 t       |      |

1)  nicht gebaute Baureihe
| Baureihe | Beschreibung | Bauart          | Kuppelraddurchmesser | Radsatzfahrmasse | Dienstmasse | Bild |
| -------- | ------------ | --------------- | -------------------- | ---------------- | ----------- | ---- |
| YA 1)    |              | 2’C1’ n2        |                      | 9,1 t            |             |      |
| YB       |              | 2’C1’ n2        |                      | 10,2 t           |             |      |
| YC       |              | 2’C1’ n2        |                      | 12,2 t           |             |      |
| YD       |              | 1’D1’ h2        |                      | 10,2 t           |             |      |
| YE 1)    |              | 1’D1’ h2        |                      | 12,2 t           |             |      |
| YF       |              | C1’ n2 1’C1’ n2 |                      | 8,1 t            |             |      |
| YJ 1)    |              | 2’B1’           |                      |                  |             |      |
| YK       |              | 1’C n2          |                      | 8,1 t            |             |      |
| YT       |              | C1’ n2t         |                      | 8,1 t            |             |      |

1)  nicht gebaute Baureihe
| Baureihe | Beschreibung | Bauart    | Kuppelraddurchmesser | Radsatzfahrmasse | Dienstmasse | Bild |
| -------- | ------------ | --------- | -------------------- | ---------------- | ----------- | ---- |
| ZA 1)    |              | 1’C1’ n2  |                      | 4,6 t            |             |      |
| ZB       |              | 1’C1’ n2  |                      | 6,1 t            |             |      |
| ZC 1)    |              | 1’D1’ n2  |                      | 6,1 t            |             |      |
| ZD 1)    |              | 2’C1’ n2  |                      | 8,1 t            |             |      |
| ZE       |              | 1’D1’ n2  |                      | 8,1 t            |             |      |
| ZF       |              | 1’C1’ n2t |                      | 8,1 t            |             |      |

1)  nicht gebaute Baureihe
| Baureihe | Bauart   | Radsatzfahrmasse |
| -------- | -------- | ---------------- |
| QA 1)    | 1’C1’ n2 | 4,6 t            |
| QB 1)    | 1’C1’ n2 | 6,1 t            |
| QC 1)    | 1’D1’ n2 | 6,1 t            |

1)  nicht gebaute Baureihe